# Oriana Girotto
Orianna Girotto, slovenska televizijska voditeljica; *9. april 1973, Ljubljana.
Rodila se je slovenski materi in italijanskemu očetu iz Benetk. V času njenega rojstva je družina sicer živela v Benetkah, vendar je njena mati želela, da ima Orianna tudi jugoslovansko državljanstvo, zato je Oriano rodila v Ljubljani. Po rojstvu se je družina vrnila v Benetke. V Slovenijo se je preselila konec devetdesetih let prejšnjega stoletja zaradi dela na televiziji, in sicer je bila s Katarino Čas sovoditeljica glasbene oddaje Atlantis na Kanalu A. Oddajo je vodila od njenih začetkov leta 1997 do konca leta 1999. Sama je povedala, da je v začetkih kariere imela težave z znanjem slovenskega jezika.
Kasneje je tri leta živela v Rimu, kjer je bila novinarka Slovenske tiskovne agencije, pripravljala prispevke za Radio Koper, pisala reportaže za različne slovenske revije ter bila predvsem  voditeljica oddaj o formuli in botaniki na televiziji Sky Italia. Po vrnitvi v Slovenijo je bila leta 2008 žirantka v oddaji Zvezde pojejo. Kasneje je več let do leta 2022 vodila oddajo Dobro jutro na TV Slovenija.
Danes ne deluje več kot televizijska voditeljica, temveč kot asistentka poučuje italijanski jezik na Srednji šoli za gastronomijo in turizem Ljubljana, aktivna je kot organizatorka potovanj in je vodja neformalne italijanske skupnosti v Ljubljani. Deluje tudi kot turistična vodička, specializirana za vodenje v italijanskem jeziku po Ljubljani.

## Zasebno
Iz zakona s slovenskim igralcem Borisom Cavazzo ima sina Aleksandra Borisa, ki se je rodil leta 2002. Po ločitvi je bila v razmerju s kitaristom Maticem Ajdičem, s katerim je leta 2016 dobila drugega sina Edvarda. Oriana in Matic sta se razšla leta 2023.